# Eucharides-Maler

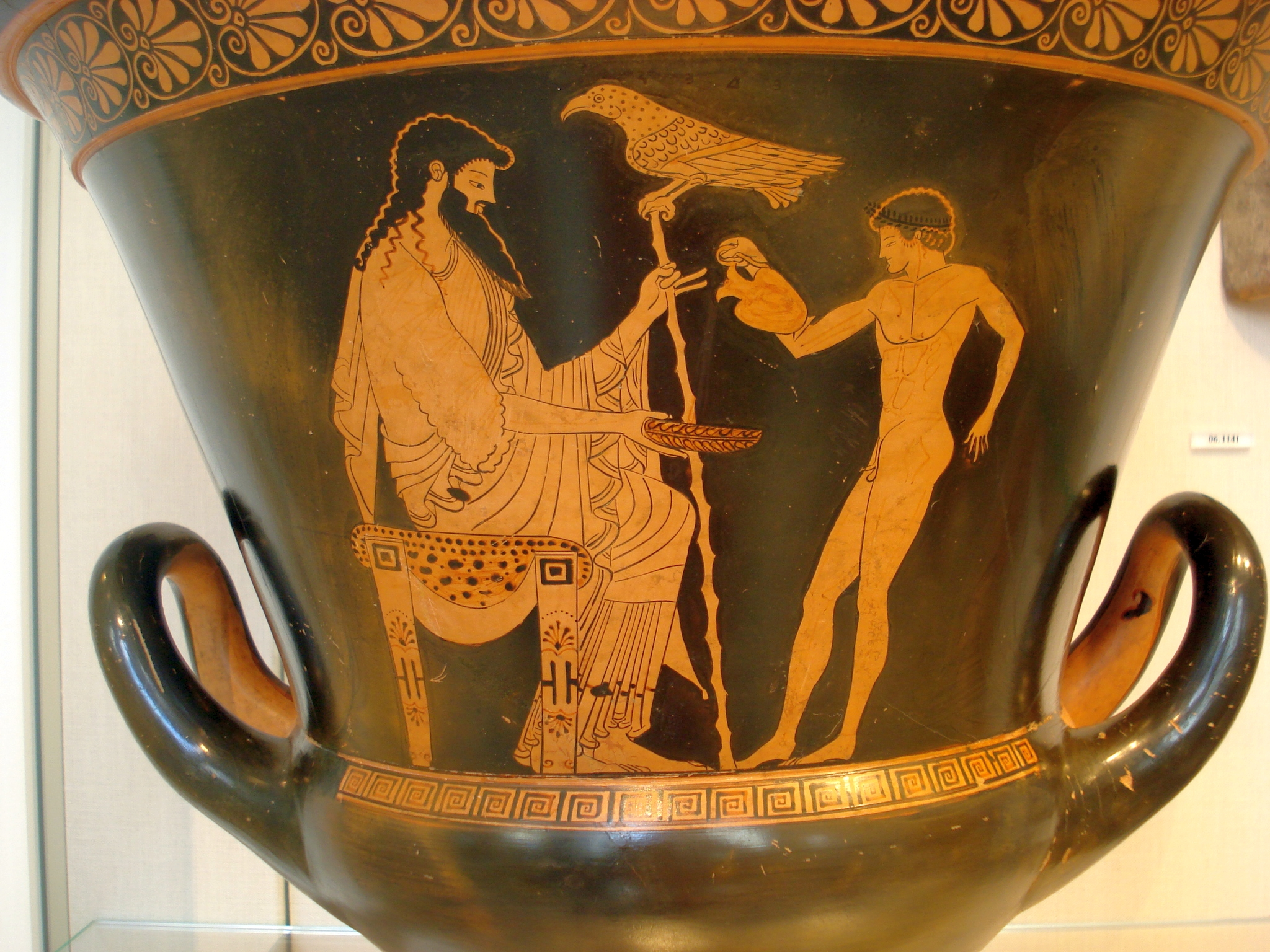
Zeus und Ganymed bei einer Libation; rotfiguriger Kelchkrater, um 490/80 v. Chr., heute im Metropolitan Museum of Art, New York

Der Eucharides-Maler war ein attischer Vasenmaler der Übergangszeit zwischen dem schwarz- und rotfigurigen Stil. Seine Werke werden ans Ende des 6. und den Beginn des 5. Jahrhunderts v. Chr. datiert.
Der Eucharides-Maler war Schüler des Nikoxenos-Malers, seltener werden beide Maler gleichgesetzt. Er arbeitete zunächst im schwarzfigurigen Stil, wechselte aber im frühen 5. Jahrhundert v. Chr. wie sein Lehrmeister zum neuen rotfigurigen Stil. Mehrere seiner Vasen fertigte er bilingual. Er gilt neben dem Kleophrades-Maler als letzter Kunsthandwerker des alten Stils, der größere Vasen mit guter Qualität verzierte. Im rotfigurigen Stil arbeitete er noch bis in die 470er Jahre. Hier bemalte er vor allem neuere Gefäßformen wie die Halsamphore, Stamnoi und den Kolonettenkrater, der eine Renaissance erlebte. Seine besten Bilder finden sich auf Kelchkrateren. Dort bringt er wie sein Meister die Figurenszenen sowohl auf der unteren, gewölbten Zone der Vase als auch an den geraden Seiten an. Sein Stil ist eckig und wirkt abrupt. Besonders auffällig sind die dicken, runden Ohrläppchen seiner Figuren. Um und nach 500 v. Chr. war der Eucharides-Maler der erste Vasenmaler des rotfigurigen Stils, der Panathenäische Preisamphoren, daneben auch Pseudo-Panathenäische Amphora, bemalte. Der Maler von Berlin 1833 ahmte ihn nach.